# Artenir Werner
Artenir Werner (Indaial, 1 de agosto de 1940 - São Paulo, 9 de diciembre de 2020) fue un economista y político brasileño.

## Primeros años
Hijo de Arnoldo Werner y de Leontina Tomio Werner, se graduó en economía por la Universidad Federal de Paraná en 1961.

## Carrera política
Su primera actividad política fue a los 28 años de edad, cuando fue elegido como alcalde municipal de Rio do Sul, para el periodo de 1969 a 1972. En su gestión fue creada la banda municipal y leyes de incentivo a la industria y servicios de infraestructura.
Fue diputado federal en tres oportunidades: en la 46ª legislatura (1979 -1983), en la 47.ª legislatura (1983 -1987) y en la 48.ª legislatura (1987- 1991). Después no se postuló. También fue secretario provincial de cultura, deportes y turismo en el gobierno de Esperidião Amin.

## Fallecimiento
Falleció el día 9 de diciembre de 2020 en São Paulo, a los ochenta años, víctima de COVID-19.